# Stenostrophia
Stenostrophia is een kevergeslacht uit de familie van de boktorren (Cerambycidae). De wetenschappelijke naam van het geslacht werd voor het eerst geldig gepubliceerd in 1913 door Casey.

## Soorten
Stenostrophia omvat de volgende soorten:
- Stenostrophia amabilis (LeConte, 1857)
- Stenostrophia coquilletti (Linell, 1897)
- Stenostrophia tribalteata (LeConte, 1873)